# Freccia Vallone 1971
La Freccia Vallone 1971, trentacinquesima edizione della corsa, si svolse il 22 aprile 1971 per un percorso di 225 km. La vittoria fu appannaggio del belga Roger De Vlaeminck, che completò il percorso in 5h55'00" precedendo i connazionali Frans Verbeeck e Jos Deschoenmaecker.
Al traguardo di Marcinelle furono 60 i ciclisti, dei 138 partiti da Liegi, che portarono a termine la competizione.

## Ordine d'arrivo (Top 10)
| Pos. | Corridore           | Squadra             | Tempo    |
| ---- | ------------------- | ------------------- | -------- |
| 1    | Roger De Vlaeminck  | Flandria-Mars       | 5h55'00" |
| 2    | Frans Verbeeck      | Watney-Avia         | s.t.     |
| 3    | Jos Deschoenmaecker | Molteni-Arcore      | a 6"     |
| 4    | Joop Zoetemelk      | Flandria-Mars       | a 1'13"  |
| 5    | Walter Godefroot    | Peugeot-Michelin-BP | a 4'45"  |
| 6    | Herman Van Springel | Molteni-Arcore      | a 5'32"  |
| 7    | Edy Schütz          | Flandria-Mars       | a 6'28"  |
| 8    | Gerben Karstens     | Goudsmit-Hoff       | a 11'25" |
| 9    | Christian Callens   | Hertekamp-Magniflex | s.t.     |
| 10   | Gianni Motta        | Salvarani           | s.t.     |